# Современник (издательство)
«Совреме́нник» — советское государственное и российское частное издательство. Основано в 1970 году в Москве. Ликвидировано в 2010 году. Специализировалось на выпуске произведений современных русских писателей, русских классиков, книг по литературоведению и литературной критике.

## История
Основано в 1970 году на базе редакции художественной литературы издательства «Советская Россия» по инициативе председателя Государственного комитета Совета министров РСФСР по печати Н. В. Свиридова и писателей Л. С. Соболева, Ю. В. Бондарева, И. И. Акулова и других как издательство, специализирующееся на выпуске произведений современных русских писателей. Находилось в подчинении Государственному комитету Совета министров РСФСР по печати и Союзу писателей РСФСР.
В 1970-е годы средний возраст сотрудника издательства составлял 26 лет. В их число входили партийный организатор В. Н. Крупин, заведующий редакцией литератур народов РСФСР В. И. Чукреев, заведующий редакцией поэзии И. И. Ляпин, заместитель главного редактора В. И. Марченко и другие. Главный редактор издательства В. В. Сорокин был самым молодым главным редактором в СССР.
В 1971 году издательство выпустило 25 наименований книг и брошюр, среди них — первая публикация отдельным изданием военной прозы М. А. Шолохова, в 1972 году — более 100 наименований книг и брошюр.
Издательство выпускало книжные серии «Первая книга в столице» — книги начинающих авторов, «Новинки „Современника“» — ранее не публиковавшиеся произведения известных писателей, «Библиотека российского романа». Так, именно в «Современнике» были изданы многие писатели-«деревенщики»: И. И. Акулов, Ф. А. Абрамов, В. И. Белов, В. М. Шукшин, В. Г. Распутин, В. И. Лихоносов, Б. П. Екимов, Б. А. Можаев и другие. Б. А. Можаев писал, что первая книга его романа «Мужики и бабы» «Мой роман „Мужики и бабы“ (книга первая) был отвергнут четырьмя журналами, пролежал три года, и только благодаря смелости и настойчивости главного редактора издательства „Современник“ В. Сорокина был выпущен в свет. Тот же Валентин Сорокин под свою ответственность (письменную) издал и всю мою книгу „Старые истории“ в 1978 году…» В 1989 году роман был удостоен Государственной премии СССР. В «Современнике» издавали и городскую прозу: книги А. В. Афанасьева, В. А. Каверина, В. С. Маканина и других.
В «Современнике» выходили книги В. А. Чивилихина, П. Л. Проскурина, А. С. Иванова, К. Д. Воробьёва, В. Ф. Тендрякова, Н. П. Воронова, Д. А. Жукова, Э. И. Сафонова, О. М. Куваева, Г. М. Маркова, Ю. Д. Гончарова, К. А. Федина, В. Д. Фёдорова, собрания избранных сочинений и комментированные издания русских классиков, произведения малоизвестных писателей XVIII — начала XX веков.
В серии «Библиотека поэзии „Россия“» впервые в СССР стали выходить сборники с аудиоприложением — мини-пластинкой с записью голоса поэта. В этой серии вышли книги репрессированных поэтов — Б. П. Корнилова и П. Н. Васильева. Другой поэтической книжной серией издательства была «Библиотека „Российская поэма“». «Как лучшие писатели XIX века вышли из шинели Гоголя, так лучшие писатели второй половины XX века вышли из шинели издательства „Современник“: В. Распутин, В. Крупин, Ю. Кузнецов, А. Афанасьев, В. Личутин… А сколько просто хороших — несть им числа…», — такую оценку даёт Леонид Вьюнник этому периоду работы издательства.
Главного редактора В. В. Сорокина и директора издательства Ю. Л. Прокушева относят к так называемой «русской партии» — представителям национально-патриотического направления в советской интеллигенции. Сам Валентин Сорокин утверждает, что никакой «русской партии» не существовало.
По мнению публициста Сергея Семанова, начиная с 1978 года на Сорокина и других руководителей «Современника» начинаются гонения со стороны властей. По утверждению публициста А. Байгушева, гонения на Сорокина начались из-за выступлений против всесильной советской цензуры. В конце 1970-х — начале 1980 годов В. В. Сорокин и Ю. Л. Прокушев были уволены. По утверждению и. о. заведующего редакцией русской советской поэзии издательства Леонида Вьюнника, «…разгонял издательство Геннадий Михайлович Гусев, бывший инструктор ЦК, который курировал в 1976 г. фестиваль поэзии в Душанбе и напивался до такой степени, что вызывали „скорую“». «В издательстве с тех пор перестали выходить и боевые книги современных патриотических авторов, и переиздания русской классической мысли».
Новые руководители издательства, главный редактор Л. А. Фролов и директор Г. М. Гусев, вели себя более осторожно, например, не стали издавать антологию В. В. Кожинова из опасения, что её расценят как антисоветскую. В то же время в издательстве вышли первые книги В. С. Высоцкого и А. Ю. Сегеня, книги В. Я. Шишкова, Г. Н. Троепольского, М. Н. Алексеева, Б. В. Шергина, В. С. Возовикова и других.
В 1990-е годы, после распада СССР, издательство стало выпускать также детскую литературу (серии «По школьной программе», «Словари школьника», «Под сенью дружных муз»), искусствоведческие издания (серия «Наследие знаменитых энциклопедий»), мемуарно-документальные издания (серия «Жестокий век»), историческую беллетристику (серия «Государи Руси Великой», книги В. С. Пикуля), детективы дореволюционных писателей (серия «Старый уголовный роман»). Вместе с тем были изданы пятитомные собрания сочинений А. П. Платонова и В. И. Белова.
| Статистика по объёмам производства. 1974—1998 годы | Статистика по объёмам производства. 1974—1998 годы | Статистика по объёмам производства. 1974—1998 годы | Статистика по объёмам производства. 1974—1998 годы | Статистика по объёмам производства. 1974—1998 годы | Статистика по объёмам производства. 1974—1998 годы | Статистика по объёмам производства. 1974—1998 годы | Статистика по объёмам производства. 1974—1998 годы | Статистика по объёмам производства. 1974—1998 годы | Статистика по объёмам производства. 1974—1998 годы | Статистика по объёмам производства. 1974—1998 годы |
| —                                                  | 1974                                               | 1979                                               | 1980                                               | 1982                                               | 1983                                               | 1984                                               | 1985                                               | 1986                                               | 1990                                               | 1998                                               |
| -------------------------------------------------- | -------------------------------------------------- | -------------------------------------------------- | -------------------------------------------------- | -------------------------------------------------- | -------------------------------------------------- | -------------------------------------------------- | -------------------------------------------------- | -------------------------------------------------- | -------------------------------------------------- | -------------------------------------------------- |
| Книг и брошюр, печатных единиц                     | 222                                                | 188                                                | 286                                                | 306                                                | 319                                                | 351                                                | 365                                                | 371                                                | 215                                                | 34                                                 |
| Тираж, млн экз.                                    | 12,179                                             | 17                                                 | 16,543                                             | 16,128                                             | 17,595                                             | 32,197                                             | 33,464                                             | 29,1                                               | 19,4917                                            | 0,261                                              |
| Печатных листов-оттисков, млн                      | 208,276                                            | н. д.                                              | 270,894                                            | 283,6905                                           | 310,7243                                           | 459,0488                                           | 504,7558                                           | н. д.                                              | 400,4178                                           | н. д.                                              |

В 2000-е годы издательство ежегодно выпускало всего несколько книг, которые не пользовались коммерческим успехом. В 2010 году государственное унитарное предприятие «Издательство „Современник“» было ликвидировано.

## Руководители
- 1970—1979 — директор Юрий Львович Прокушев
  - 1970—1971 — главный редактор Андрей Дмитриевич Блинов
  - 1971—1981 — главный редактор Валентин Васильевич Сорокин
  - 1972—1974 — и. о. главного редактора Иван Владимирович Дроздов
- 1980—1984 — директор Геннадий Михайлович Гусев
  - 1981—1984 — главный редактор Леонид Анатольевич Фролов
- 1984—? — директор Леонид Анатольевич Фролов

## Серии
- Библиотека любителям российской словесности
- Библиотека литератур народностей Севера и Дальнего Востока
- Библиотека российского романа
- Библиотека советского романа
- Золотая летопись России: основана в 1991 году
- Из наследия
- История России в романах для детей: основана в 1992 году / сост. серии: Л. В. Степаненко
- Классическая библиотека «Современника»
- Новинки «Современника»